# Meridià 158 a l'est
El meridià 158 a l'est de Greenwich és una línia de longitud que s'estén des del pol Nord travessant l'oceà Àrtic, Àsia, Oceania l'oceà Índic, l'oceà Antàrtic, Australàsia i l'Antàrtida fins al pol Sud.
El meridià 158 a l'est forma un cercle màxim amb el meridià 22 a l'oest. Com tots els altres meridians, la seva longitud correspon a una semicircumferència terrestre, uns 20.003,932 km. Al nivell de l'Equador, és a una distància del meridià de Greenwich de 17.588 km.

## De Pol a Pol
Començant en el pol Nord i dirigint-se cap al pol Sud, aquest meridià travessa:
| Coordenades                               | País, territori o mar   | Notes |
| ----------------------------------------- | ----------------------- | --- |
| 90° 0′ N, 158° 0′ E / 90.000°N,158.000°E  | Oceà Àrtic              | |
| 76° 49′ N, 158° 0′ E / 76.817°N,158.000°E | Rússia                  | Sakhà — Illa Jeannette |
| 76° 46′ N, 158° 0′ E / 76.767°N,158.000°E | Mar de Sibèria Oriental | |
| 71° 1′ N, 158° 0′ E / 71.017°N,158.000°E  | Rússia                  | Sakhà Districte autònom de Txukotka — des de 67° 43′ N, 158° 0′ E / 67.717°N,158.000°E Sakhà — des de 67° 15′ N, 158° 0′ E / 67.250°N,158.000°E Óblast de Magadan — des de 66° 7′ N, 158° 0′ E / 66.117°N,158.000°E |
| 61° 44′ N, 158° 0′ E / 61.733°N,158.000°E | Mar d'Okhotsk           | Golf de Xélikhov |
| 57° 59′ N, 158° 0′ E / 57.983°N,158.000°E | Rússia                  | Krai de Kamtxatka — Península de Kamtxatka |
| 51° 44′ N, 158° 0′ E / 51.733°N,158.000°E | Oceà Pacífic            | |
| 6° 49′ N, 158° 0′ E / 6.817°N,158.000°E   | Micronèsia              | Atol d'Ant — a l'oest de l'illa de Pohnpei |
| 6° 45′ N, 158° 0′ E / 6.750°N,158.000°E   | Oceà Pacífic            | Passa entre les illes de Sikopo i Kerehikapa, Illes Salomó (a 7° 26′ S, 158° 0′ E / 7.433°S,158.000°E) |
| 7° 27′ S, 158° 0′ E / 7.450°S,158.000°E   | Estret de Nova Geòrgia  | |
| 8° 30′ S, 158° 0′ E / 8.500°S,158.000°E   | Illes Salomó            | Illes de Marovo i Vangunu |
| 8° 46′ S, 158° 0′ E / 8.767°S,158.000°E   | Mar de Salomó           | |
| 11° 49′ S, 158° 0′ E / 11.817°S,158.000°E | Mar del Corall          | Passa l'oest de les Illes Chesterfield, Nova Caledònia (a 19° 37′ S, 158° 11′ E / 19.617°S,158.183°E) |
| 29° 56′ S, 158° 0′ E / 29.933°S,158.000°E | Oceà Pacífic            | |
| 60° 0′ S, 158° 0′ E / 60.000°S,158.000°E  | Oceà Antàrtic           | |
| 69° 14′ S, 158° 0′ E / 69.233°S,158.000°E | Antàrtida               | Territori Antàrtic Australià, reclamat per Austràlia |